# خوسيه لويز دوراي
خوسيه لويز دوراي (بالبرتغالية: José Luiz Drey‏) (23 سبتمبر 1973 في البرازيل – )؛ هو لاعب كرة قدم سابق كان يلعب كمدافع.

## وصلات خارجية
- خوسيه لويز دوراي على موقع رابطة كرة القدم اليابانية للمحترفين (اليابانية)
- خوسيه لويز دوراي على موقع عالم كرة القدم.نت (الإنجليزية)